# Anonyx barrowensis
Anonyx barrowensis är en kräftdjursart som beskrevs av Edward Strieby Steele 1982. Anonyx barrowensis ingår i släktet Anonyx och familjen Uristidae. Inga underarter finns listade i Catalogue of Life.